# Tamarix parviflora
Tamarix parviflora é uma espécie de planta com flor pertencente à família Tamaricaceae. Trata-se de uma espécie microfanerófita cujos habitats preferenciais são as zonas ruderais, dando-se a sua floração entre Março e Junho.
A espécie foi descrita por Augustin Pyramus de Candolle e publicada em Prodromus Systematis Naturalis Regni Vegetabilis 3: 97., no ano de 1828.
Não se encontra protegida por legislação portuguesa ou da Comunidade Europeia.
Os seus nomes comuns são cedro-do-sal e tamargueira.
Possui uma subespécies, Tamarix parviflora var. cretica.

## Distribuição
Pode ser encontrada em na Europa, Ásia e África. Esta espécie ocorre em Portugal continental, tratando-se de uma espécie exótica. Não ocorre nos arquipélagos dos Açores e da Madeira.

## Sinonímia
Segundo a base de dados Tropicos, esta espécie tem os seguintes sinónimos:
- Tamarix cretica Bunge
- Tamarix laxa var. subspicata Ehrenb.
- Tamarix lucronensis Sennen & Elias
- Tamarix rubella Batt.

A Flora Digital de Portugal aponta a seguinte sinonímia:
- Tamarix tetrandra auct. non Pall.